# Alphonse Areola
Alphonse Francis Areola (Pariz, Francuska, 27. veljače 1993.) francuski je nogometni vratar i nacionalni reprezentativac. Trenutno je vratar West Ham Uniteda. S Francuskom osvojio naslov svjetskog prvaka 2018. godine.
Areola je proizvod PSG-ove škole nogometa te je prije debija za seniorsku momčadi bio tri godine na kaljenjima u Lensu, Bastiji i Villarrealu. Povratkom u matični klub 2016. ostvario je preko stotinu nastupa u svim natjecanjima. Kao vratar Parižana, Alphonse je postavio novi klupski rekord u najdužem periodu bez primljenog pogotka (620 minuta).

## Karijera

### Klupska karijera
Areola je nogomet počeo trenirati u dobi od šest godina u lokalnom Petits Angesu dok su ga kao petnaestogodišnjaka primijetili skauti PSG-a. Na preporuku kluba, proveo je jednu sezonu u nogometnom centru INF Clairefontaine gdje se razvijao kao vratar. Povratkom u Pariz, potpisao je prvi profesionalni ugovor u srpnju 2009. te je branio u njegovoj školi nogometa i B momčadi. Svoj seniorski debi ostvario je sredinom svibnja 2013. kada je u susretu protiv Bresta zamijenio prvog vratara Sirigua koji se povrijedio u 48. minuti. Te sezone klub je već ranije osigurao naslov prvaka. Svoj debi u prvih jedanaest ostvario je već u sljedećem susretu protiv Lorienta ali ga je u 61. minuti zamijenio četvrti golman kluba Ronan Le Crom.
Uoči sezone 2013./14. igrač je poslan na posudbu u drugoligaša Lensa kojeg je u to vrijeme preuzeo Antoine Kombouaré, nekadašnji trener Parižana. Ondje je ubrzo preuzeo startnu jedinicu od Rioua. S klubom je uspio ostvariti drugo mjesto i time plasman u viši rang. Zbog odličnih igara uvršten je u momčad sezone te je proglašen najboljim golmanom druge lige. Također, Eurosport mu je dodijelio nagradu za otkriće godine. Klub se s igračem usmeno dogovorio da ostane ondje i sljedeće sezone, međutim DNCG je to spriječio zbog financijskog položaja Lensa.
Nakon toga uslijedila je posudba u Bastiju gdje je Areola zamijenio umirovljenog Mickaëla Landreaua. Za klub je branio u 35 ligaških utakmica od čega u njih 13 nije primio pogodak. S Bastijom je te sezone igrao finale Liga kupa protiv matičnog PSG-a, ali Parižani su se pokazali prejakim protivnikom.
17. lipnja 2015. španjolski Villarreal je najavio dovođenje Areole jer se standardni golman Sergio Asenjo ozlijedio a predviđeno je dugo vrijeme trajanja oporavka. Za svoj treći klub na posudbi debitirao je već u prvoj prvenstvenoj utakmici u 1:1 remiju protiv Betis Seville. Ondje je golman stvorio reputaciju jer je od 37 utakmica u njih 15 sačuvao čistu mrežu a Žuta podmornica je završila na četvrtom mjestu. Bolji od njega bili su tek Jan Oblak iz Atlética i Claudio Bravo iz Barcelone. Također, srušio je i klupski rekord u vremenu bez primljenog pogotka kojeg je držao Diego López (615 minuta). Do utakmice protiv Las Palmasa, Areola je imao čistu mrežu 620 minuta. Također, osim prvenstva, Alphonse je po prvi puta nastupio u Europi odnosno Europa ligi. Ondje je s klubom stigao do polufinala natjecanja gdje ih je zaustavio kasniji finalist Liverpool.
Zbog uspjeha kojeg je ostvario u Španjolskoj, Areola je vraćen u PSG kao zamjena njemačkom vrataru Kevinu Trappu. Za svoj novo-stari klub je debitirao u utakmici Lige prvaka protiv Arsenala (ujedno i njegov debi u tom natjecanju). Tom utakmicom se izborio za mjesto prvog vratara te je do sredine listopada od osam utakmica u njih četiri nije primio gol. Međutim, uslijedio je njegov pad forme (10 golova u 11 utakmica) čime mu je Trapp uzeo broj 1. Te sezone s klubom je osvojio kup i Liga kup dok je u prvenstvu bolji bio AS Monaco.
Sljedeće sezone Areola je korišten u ligaškim i europskim utakmicama a Trapp u kup natjecanjima. Upravo te sezone (2017./18.) vratar je s PSG-om osvojio trostruku krunu dok je u sljedećoj sezoni rotiran jer su Parižani doveli veterana Buffona. Svoj jubilarni stoti nastup za klub ostvario je 21. travnja 2019. u 3:1 pobjedi nad AS Monacom a upravo je taj dan klub osigurao svoj osmi naslov francuskog prvaka.
Krajem ljetnog prijelaznog roka 2019. kostarikanski golman Keylor Navas je iz madridskog Reala prešao u PSG dok je u suprotnom smjeru otišao Alphonse Areola koji će u Kraljevskom klubu biti na jednogodišnjoj posudbi.

### Reprezentativna karijera
Areola je nastupio u svim mladim francuskim reprezentacijama dok je s U20 selekcijom osvojio svjetski naslov. Zbog filipinskih korijena imao je mogućnost igranja za tamošnju reprezentaciju ali je Areola odabrao Tricolore. Izbornik Didier Deschamps imao ga je u širem rosteru za EURO 2016. međutim otpao je s njega. Ipak, bio je odabran za Svjetsko prvenstvo 2018. kao treći golman reprezentacije iza Huga Llorisa i Stevea Mandande. Ondje je Francuska osvojila naslov svjetskog prvaka a igračima i stručnom stožeru je dodijeljen orden Viteza Legije časti.
Nakon tog uspjeha branio je u utakmicama Lige nacija protiv Njemačke i Nizozemske (zbog ozjede Llorisa). Svojim obranama se istaknuo u susretu protiv Elfa na Allianz Areni dok je pobjeda protiv Nizozemske ujedno bila i prva pobjeda na domaćem terenu nakon svjetskog trona.

## Osvojeni trofeji

### Klupski trofeji
| Klub      | Trofej                | Sezona / godina                 |
| Francuska | Francuska             | Francuska                       |
| --------- | --------------------- | ------------------------------- |
| PSG       | Ligue 1               | 2012./13., 2017./18., 2018./19. |
| PSG       | Coupe de France       | 2016./17., 2017./18.            |
| PSG       | Coupe de la Ligue     | 2016./17., 2017./18.            |
| PSG       | Trophée des Champions | 2016., 2017., 2019.             |

### Reprezentativni trofeji
| Turnir           | Trofej | Godina |
| ---------------- | ------ | ------ |
| SP U20 u Turskoj | Zlato  | 2013.  |
| SP u Rusiji      | Zlato  | 2018.  |

### Ordeni
Chevalier of the Légion d'honneur: 2018.

## Vanjske poveznice
- Profil  Arhivirana inačica izvorne stranice od 18. travnja 2019. (Wayback Machine), Francuski nogometni savez
- Profil, Transfermarkt